# Leucidia
Leucidia is een geslacht in de orde van de Lepidoptera (vlinders) familie van de Pieridae (Witjes).
Leucidia werd in 1847 beschreven door Edward Doubleday.

## Soorten
Leucidia omvat de volgende soorten:
- Leucidia brephos (Hübner, 1809)
- Leucidia elvina (Godart, 1819)